# Saleemul Huq
Saleemul Huq (Bengala Oriental, 2 de octubre de 1952-Gulshan, 28 de octubre de 2023) fue un científico bangladesí-británico. Ejerció como director del International Centre for Climate Change & Development (ICCCAD), con sede en Bangladés, y también fue profesor en la Universidad Independiente de Bangladés. Fue elegido uno de Los 10 de Nature, una selección de los mejores científicos de 2022.

## Biografía
Huq era experto en cambio climático, medio ambiente y desarrollo. Investigó extensamente sobre las interrelaciones entre mitigación del cambio climático, adaptación y desarrollo sostenible, desde la perspectiva de los países en desarrollo, especialmente los países menos desarrollados (PMD).
Fue autor principal del capítulo sobre Adaptación y Desarrollo Sostenible del Tercer Informe de Evaluación del Grupo Intergubernamental de Expertos sobre el Cambio Climático (IPCC), y uno de los dos autores principales coordinadores del capítulo Interrelaciones entre adaptación y mitigación del Cuarto Informe de Evaluación del IPCC (2007). Además, también contribuyó al Quinto Informe de Evaluación del IPCC. 
Creó en 2000 el grupo de investigación sobre el cambio climático en el International Institute for Environment & Development (IIED), con sede en el Reino Unido,y más tarde se convirtió en su investigador principal. También fue Asesor Principal sobre Adaptación Local en el Centro Global de Adaptación.
Huq se esforzó por aumentar las capacidades de los interesados de Bangladés, al tiempo que permitía a personas y organizaciones internacionales beneficiarse de la formación en dicha ciudad. Impartió clases en el Imperial College de Londres, la Universidad de Dhaka y la Universidad de las Naciones Unidas. Fue fundador y Presidente del Bangladesh Centre for Advanced Studies (BCAS), un destacado instituto de Bangladés sobre investigación y política.
Huq asistió a todas las sesiones de la Conferencia de las Partes (COP) de la Convención Marco de las Naciones Unidas sobre el Cambio Climático (CMNUCC) hasta su muerte. Participó activamente como asesor sobre adaptación, pérdidas y daños, y financiación climática del Grupo de los Países Menos Desarrollados (PMD) en la CMNUCC e impartió formación a los negociadores de los PMD. También participó como miembro de la junta del Foro de Vulnerables Climáticos en el marco de la CMNUCC.
El Gobierno de Bangladés concedió a Huq el Premio Nacional de Medio Ambiente 2020 por su contribución al desarrollo del medio ambiente. Fue nombrado Oficial de la Orden del Imperio Británico (OBE) en los Honores de Año Nuevo de 2022, por sus servicios en la lucha contra el cambio climático internacional.

### Educación
Huq realizó sus primeros estudios en Alemania, Indonesia y Kenia. Más tarde se licenció en botánica por el Imperial College de la Universidad de Londres, en el Reino Unido, en 1975, y se doctoró en botánica por la misma universidad en 1978.

### Carrera profesional
Antes de incorporarse al IIED, Huq fue director del Centro de Estudios Avanzados de Bangladés, que había fundadi en 1984. Fue director fundador del Centro Internacional para el Cambio Climático y el Desarrollo de la Universidad Independiente de Bangladés. Participó en los trabajos del Grupo Intergubernamental de Expertos sobre el Cambio Climático, del que fue autor principal, y también autor principal coordinador en el Grupo de Trabajo II, centrado en los impactos, la vulnerabilidad y la adaptación.
Huq publicó diversos informes y artículos sobre el cambio climático, en particular sobre adaptación al cambio climático. Fue el autor principal del capítulo sobre Adaptación y Desarrollo Sostenible del tercer informe de evaluación del Grupo Intergubernamental de Expertos sobre el Cambio Climático (IPCC). Fue investigador principal del Grupo de Cambio Climático del Instituto Internacional para el Medio Ambiente y el Desarrollo (IIED) y director del Centro Internacional para el Cambio Climático y el Desarrollo (ICCCD).

Objetivo 13: Acción por el clima.

#### Contribución a la investigación de los Objetivos para el Desarrollo Sostenible de la ONU
Como investigador, Huq contribuyó a los Objetivos de Desarrollo Sostenible (ODS) de las Naciones Unidas. Su trabajo con el IPCC y el ICCCAD contribuyó significativamente al Objetivo 13 (Acción por el Clima) y al Objetivo 17 (Asociaciones para los Objetivos).

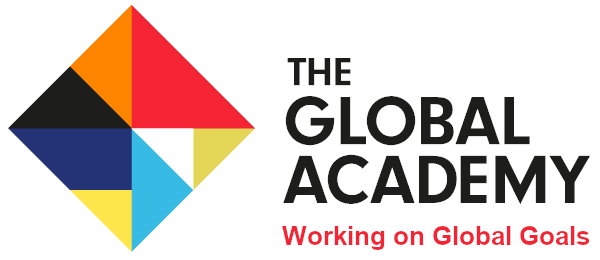
Página del investigador en The Global Academy

En el marco del Objetivo 13, la investigación de Huq ayudó a alcanzar las siguientes metas:
- Meta 13.3: Aumentar los conocimientos y la capacidad para hacer frente al cambio climático.
- Meta 13.a: Aplicar la Convención Marco de las Naciones Unidas sobre el Cambio Climático.
- Meta 13.b: Promover mecanismos para aumentar la capacidad de planificación y gestión.

### Fallecimiento
Saleemul Huq murió de un ataque al corazón en Daca, el 28 de octubre de 2023, a la edad de 71 años.

## Premios y reconocimientos
- Beca Robert McNamara del Banco Mundial, Washington D. C., EE. UU., 1986-87.
- Beca Duggan del Natural Resources Defense Council (NRDC), Washington D. C., EE. UU., 1989.
- Contribución en Premio Nobel de la Paz - El profesor Saleemul Huq contribuyó a los informes del IPCC, que fue galardonado con el Premio Nobel de la Paz en 2007.
- Premio Burtoni (2007).[12]
- Seleccionado entre Los 10 de Nature, edición de 2022.